# Duboka (Komiža)
Duboka je malá vesnice v obci Komiža v Chorvatsku, v Splitsko-dalmatské župě. V roce 2021 měla 10 obyvatel. Počet obyvatel je klesající, v roce 2011 měla 13 obyvatel. Vesnice je situována ve vnitrozemí ostrova Vis, na jih od silnici D117. 